# Ebersbach (bei Großenhain)
Ebersbach település Németországban, azon belül Szászország tartományban. Lakosainak száma 4323 fő (2023. december 31.). Ebersbach Radeburg, Moritzburg és Thiendorf községekkel határos.

## Népesség
A település népességének változása:
| Lakosok száma | 4518 | 4406 | 4369 | 4345 | 4332 | 4323 |
|               | 2014 | 2017 | 2019 | 2021 | 2022 | 2023 |